# Open di Francia 2015 - Doppio leggende under 45
Mansour Bahrami e Fabrice Santoro sono i campioni in carica dell'Open di Francia 2014 - Doppio leggende under 45. Bahrami non partecipa perché è impegnato nel torneo riservato agli over 45. Santoro partecipa con Sébastien Grosjean, ma non è riuscito a passare il girone.
Juan Carlos Ferrero e Carlos Moyá conquistano il titolo, battendo in finale Arnaud Clément e Nicolas Escudé con il punteggio di 6-3, 6-3.

## Tabellone

### Legenda
| - Q = Qualificato - WC = Wild card - LL = Lucky loser | - ALT = Alternate - SE = Special Exempt - PR = Protected Ranking | - w/o = Walkover - r = Ritirato - d = Squalificato |

### Finale
|  | Finale                          |                                 |                                 |   |   |  |
|  |                                 |                                 |                                 |   |   |  |
|  | Juan Carlos Ferrero Carlos Moyá | Juan Carlos Ferrero Carlos Moyá | Juan Carlos Ferrero Carlos Moyá | 6 | 6 |  |
|  | Arnaud Clément Nicolas Escudé   | Arnaud Clément Nicolas Escudé   | Arnaud Clément Nicolas Escudé   | 3 | 3 |  |

### Gruppo A
|    |                                    | S Grosjean F Santoro | JC Ferrero C Moyá | M Chang G Ivanišević | RR V-P | Set V-P | Game V-P | Pos. |
| A1 | Sébastien Grosjean Fabrice Santoro |                      | 6-4, 3-6, r       | 6-3, 6-3             | 1-1    | 3-2     | 21-17    | 2    |
| A2 | Juan Carlos Ferrero Carlos Moyá    | 4-6, 6-3, r          |                   | 6-3 6-3              | 2-0    | 4-1     | 23-15    | 1    |
| A3 | Michael Chang Goran Ivanišević     | 3-6, 3-6             | 3-6, 3-6          |                      | 0-2    | 0-4     | 12-24    | 3    |

La classifica viene stilata in base ai seguenti criteri: 1) Numero di vittorie; 2) Numero di partite giocate; 3) Scontri diretti (in caso di due giocatori pari merito ); 4) Percentuale di set vinti o di games vinti (in caso di tre giocatori pari merito ); 5) Decisione della commissione.

### Gruppo B
|    |                                      | A Clément N Escudé | S Bruguera G Gaudio | E Kafel'nikov A Medvedjev | RR V-P | Set V-P | Game V-P | Pos. |
| B1 | Arnaud Clément Nicolas Escudé        |                    | 5-7, 6-1, [10-8]    | 6-4, 7-5                  | 2-0    | 4-1     | 25-17    | 1    |
| B2 | Sergi Bruguera Gastón Gaudio         | 7-5, 1-6, [8-10]   |                     | 4-6, 4-6                  | 0-2    | 1-4     | 16-24    | 3    |
| B3 | Evgenij Kafel'nikov Andrij Medvedjev | 4-6, 5-7           | 6-4, 6-4            |                           | 1-1    | 2-2     | 23-23    | 2    |

La classifica viene stilata in base ai seguenti criteri: 1) Numero di vittorie; 2) Numero di partite giocate; 3) Scontri diretti (in caso di due giocatori pari merito ); 4) Percentuale di set vinti o di games vinti (in caso di tre giocatori pari merito ); 5) Decisione della commissione.